# Álvaro Medrán
Álvaro Medrán Just (Dos Torres, 15 marzo 1994) è un calciatore spagnolo, centrocampista dell'Al-Ettifaq.

## Caratteristiche tecniche
Centrocampista duttile capace di essere equilibrato nella fase difensiva e intelligente nella azioni offensive. Giocatore tecnicamente dotato con ottime capacità di colpire la palla con entrambi i piedi.

## Carriera

### Club

#### Gli inizi con il Real Madrid e il prestito al Getafe
Entra a far parte delle giovanili del Real Madrid nel 2011, all'età di 17 anni. Nel 2013 viene promosso nel Real Madrid C, terza selezione della squadra madrilena. Esordisce, in Segunda División B, il 9 dicembre 2012 nella vittoria esterna, per 2-3, contro la Salamanca. Tre giorni più tardi mette a segno anche la prima rete da professionista; siglando il momentaneo 4-1 nella vittoria, per 5-2, contro il Marino. Conclude la sua prima stagione da professionista totalizzando 18 presenze e 3 reti.
Il 6 aprile 2014 mette a segno la sua prima doppietta; aprendo prima le marcature e poi chiudendo la partita vinta, per 3-0, contro il Peña Sport. Conclude la seconda stagione, nel Real Madrid C, totalizzando 29 presenze e 10 reti mentre la squadra viene retrocessa in Tercera División a causa della retrocessione, in Segunda División B, del Real Madrid Castilla, selezione in cui viene promosso a partire da febbraio 2014.
La prima partita con la maglia del Real Madrid Castilla, seconda selezione della squadra madrilena, arriva il 23 febbraio 2014; subentra a Cristian Gómez nella vittoria esterna, per 0-2, contro il Real Zaragoza in Segunda División. Il 31 maggio successivo arrivano anche le prime reti; mettendo a segno la doppietta che permette di superare, per 2-1, il Sabadell. A fine stagione, non facendo parte a tutti gli effetti della rosa, totalizza 9 presenze e 2 reti mentre la squadra viene retrocessa in Segunda División B.
A partire dall'estate del 2014 entra a far parte in pianta stabile della seconda squadra del Real Madrid. L'esordio stagionale arriva il 23 agosto 2014, nel Derbi madrileño contro l'Atlético Madrid B; la partita viene persa 1-2. Il primo gol stagionale arriva il 14 settembre successivo nella vittoria, per 3-1, contro il Trival Valderas. Conclude la stagione, prematuramente per via di un infortunio alla tibia, con un bottino di 25 presenze e 6 reti siglate.
Il 18 ottobre 2014 arriva l'esordio assoluto con la prima squadra; subentrando, al 79º minuto, a Luka Modrić nella vittoria, per 0-5, in casa del Levante. Il 9 dicembre successivo arriva l'esordio in Champions League, in occasione della partita interna contro la squadra bulgara del Ludogorets; prima subentra, al 83º minuto, a Gareth Bale e cinque minuti più tardi chiude la partita siglando il gol che fissa il risultato sul 4-0 finale. Il 20 dicembre 2014 conquista il Mondiale per club, battendo 2-0 in finale il San Lorenzo. Conclude la stagione, la prima da professionista, con un bottino di 5 presenze e una rete siglata.
Il 2 luglio 2015 viene ceduto, in prestito, al Getafe. L'esordio con la maglia del Getafe arriva il 22 agosto successivo nella trasferta persa, per 1-0, contro l'Espanyol. Il primo gol con la maglia degli Azulones, che risulta essere anche il primo nel massimo campionato spagnolo, arriva il 24 aprile 2016 in occasione del pareggio interno, per 2-2, contro il Valencia. Conclude il prestito con il Getafe con un bottino di 20 presenze e 2 reti che comunque non aiutano il club ad evitare la retrocessione.

#### Valencia e i vari prestiti
L'11 luglio 2016 viene acquistato dal Valencia con cui firma un contratto fino al 2020. L'esordio arriva il 22 agosto successivo in occasione della sconfitta casalinga, per 2-4, contro il Las Palmas. Il 18 settembre invece arriva la prima rete con la nuova maglia, in occasione della trasferta persa, per 2-1, contro l'Athletic Bilbao. Conclude la sua prima stagione con la maglia del Valencia con 20 presenze e 3 reti.
Il 1º settembre 2017 passa, a titolo temporaneo, all'Alavés. L'esordio arriva il 17 settembre successivo in occasione della sconfitta casalinga, per 0-3, contro il Villarreal. La prima rete arriva il 30 settembre in occasione della vittoria esterna, per 0-2, contro il Levante. Ad aprile 2018, per via di un infortunio, conclude il prestito anticipatamente con un bottino di 21 presenze e 2 reti.
Il 13 agosto 2018 passa, a titolo temporaneo, al Rayo Vallecano con il quale esordisce il 19 agosto successivo in occasione della sconfitta casalinga, per 1-4, contro il Siviglia. In quest'esperienza mette a segno 2 gol in 21 presenze complessive in campionato. Nonostante il suo approdo, il Rayo non riesce a salvarsi e retrocede. A fine stagione, nel luglio 2019, abbandona Valencia da svincolato.

#### Chicago Fire FC e Al-Taawoun
Il 10 ottobre 2019 passa a titolo gratuito al Chicago Fire dopo essere rimasto svincolato, firmando un contratto per 2 stagioni con decorrenza 1º gennaio 2020. Durante la sua esperienza americana disputa due ottime stagioni nelle quali Medrán colleziona ben 54 presenze nella Major League Soccer e mette a segno 5 gol. 
Il 5 novembre 2021 decide di non rinnovare il contratto con il club statunitense e di abbandonare la squadra alla scadenza del proprio contratto, fissata per il 31 dicembre 2021.
Il 28 dicembre, tre giorni prima della scadenza naturale del contratto viene annunciato il suo trasferimento da svincolato all'Al-Taawoun.

### Nazionale
Ha giocato nelle nazionali giovanili spagnole Under-19 ed Under-21.

## Statistiche

### Presenze e reti nei club
Statistiche aggiornate al 2 maggio 2025.
| Stagione                | Squadra                 | Campionato              | Campionato | Campionato | Coppe nazionali | Coppe nazionali | Coppe nazionali | Coppe continentali | Coppe continentali | Coppe continentali | Altre coppe | Altre coppe | Altre coppe | Totale | Totale |
| Stagione                | Squadra                 | Comp                    | Pres       | Reti       | Comp            | Pres            | Reti            | Comp               | Pres               | Reti               | Comp        | Pres        | Reti        | Pres   | Reti   |
| ----------------------- | ----------------------- | ----------------------- | ---------- | ---------- | --------------- | --------------- | --------------- | ------------------ | ------------------ | ------------------ | ----------- | ----------- | ----------- | ------ | ------ |
| 2012-2013               | Real Madrid C           | SDB                     | 18         | 3          | -               | -               | -               | -                  | -                  | -                  | -           | -           | -           | 18     | 3      |
| 2013-2014               | Real Madrid C           | SDB                     | 29         | 10         | -               | -               | -               | -                  | -                  | -                  | -           | -           | -           | 29     | 10     |
| Totale Real Madrid C    | Totale Real Madrid C    | Totale Real Madrid C    | 47         | 13         |                 | -               | -               |                    | -                  | -                  |             | -           | -           | 47     | 13     |
| 2013-2014               | Real M. Castilla        | SD                      | 9          | 2          | -               | -               | -               | -                  | -                  | -                  | -           | -           | -           | 9      | 2      |
| 2014-2015               | Real M. Castilla        | SDB                     | 25         | 6          | -               | -               | -               | -                  | -                  | -                  | -           | -           | -           | 25     | 6      |
| Totale Real M. Castilla | Totale Real M. Castilla | Totale Real M. Castilla | 34         | 8          |                 | -               | -               |                    | -                  | -                  |             | -           | -           | 34     | 8      |
| 2014-2015               | Real Madrid             | PD                      | 2          | 0          | CR              | 2               | 0               | UCL                | 1                  | 1                  | SU+SS+Cmc   | 0           | 0           | 5      | 1      |
| 2015-2016               | Getafe                  | PD                      | 20         | 2          | CR              | 0               | 0               | -                  | -                  | -                  | -           | -           | -           | 20     | 2      |
| 2016-2017               | Valencia                | PD                      | 16         | 2          | CR              | 4               | 1               | -                  | -                  | -                  | -           | -           | -           | 20     | 3      |
| ago. 2017               | Valencia                | PD                      | 1          | 0          | CR              | 0               | 0               | -                  | -                  | -                  | -           | -           | -           | 1      | 0      |
| Totale Valencia         | Totale Valencia         | Totale Valencia         | 17         | 2          |                 | 4               | 1               |                    | -                  | -                  |             | -           | -           | 21     | 3      |
| 2017-2018               | Alavés                  | PD                      | 17         | 2          | CR              | 4               | 0               | -                  | -                  | -                  | -           | -           | -           | 21     | 2      |
| 2018-2019               | Rayo Vallecano          | PD                      | 21         | 3          | CR              | 1               | 0               | -                  | -                  | -                  | -           | -           | -           | 22     | 3      |
| 2020                    | Chicago Fire            | MLS                     | 23         | 2          | -               | -               | -               | -                  | -                  | -                  | -           | -           | -           | 23     | 2      |
| 2021                    | Chicago Fire            | MLS                     | 32         | 3          | -               | -               | -               | -                  | -                  | -                  | -           | -           | -           | 32     | 3      |
| Totale Chicago Fire FC  | Totale Chicago Fire FC  | Totale Chicago Fire FC  | 55         | 5          |                 | -               | -               |                    | -                  | -                  |             | -           | -           | 55     | 5      |
| gen.- giu. 2022         | Al-Taawoun              | SPL                     | 14         | 0          | KCC             | 1               | 0               | AFC                | 4                  | 1                  | -           | -           | -           | 19     | 1      |
| 2022-2023               | Al-Taawoun              | SPL                     | 27         | 6          | KCC             | 1               | 0               | -                  | -                  | -                  | -           | -           | -           | 28     | 6      |
| 2023-gen. 2024          | Al-Taawoun              | SPL                     | 17         | 1          | KCC             | 2               | 1               | -                  | -                  | -                  | -           | -           | -           | 19     | 2      |
| Totale Al-Taawoun       | Totale Al-Taawoun       | Totale Al-Taawoun       | 58         | 7          |                 | 4               | 1               |                    | 4                  | 1                  |             | -           | -           | 66     | 9      |
| gen.-giu. 2024          | Al-Ettifaq              | SPL                     | 15         | 1          | KCC             | 0               | 0               | -                  | -                  | -                  | -           | -           | -           | 15     | 1      |
| 2024-2025               | Al-Ettifaq              | SPL                     | 27         | 2          | KCC             | 2               | 0               | -                  | -                  | -                  | -           | -           | -           | 29     | 2      |
| Totale Al Ettifaq       | Totale Al Ettifaq       | Totale Al Ettifaq       | 42         | 3          |                 | 2               | 0               |                    | -                  | -                  |             | -           | -           | 44     | 3      |
| Totale carriera         | Totale carriera         | Totale carriera         | 313        | 45         |                 | 17              | 2               |                    | 5                  | 2                  |             | 0           | 0           | 335    | 49     |

## Palmarès
- Coppa del mondo per club: 1

Real Madrid: 2014